# США во Второй мировой войне
Соединённые Штаты Америки вступили во Вторую мировую войну 7 декабря 1941 года, после нападения Японии на Пёрл-Харбор — атаки японского авианосного флота на американскую военно-морскую базу. США объявили войну Японии, а нацистская Германия и фашистская Италия объявили войну США.
Вооружённые силы США сражались против сил Японии на Тихоокеанском театре военных действий. Также вооружённые силы США сражались против германских и итальянских войск в Северной Африке с ноября 1942 года и в Италии с июля 1943 года, а затем, с июня 1944 года, сражались против германских войск во Франции, Бельгии, Люксембурге и Германии.
За период с 1941 по 1945 годы в Вооруженных силах США прошли службу 16 112 566 человек, из которых погибли во Второй мировой войне 418 000 человек и 671 278 были ранены. По данным Министерства обороны США, из 407 316 погибших около 250 000 были убиты на европейском театре военных действий, остальные 161 000 погибли на Тихоокеанской войне.. Также 130 201 американец числился военнопленным, из них 116 129 человек вернулись домой после войны.
Самые крупные потери для американской армии произошли при осуществлении Нормандской операции — высадке Второго Фронта в период с 6 июня по 25 августа 1944 г. — 20 563 погибших. После неё по количеству потерь идут Арденнская операция (декабрь 1944—январь 1945), битва за Окинаву, битва под Монте-Кассино и битва за Иводзиму. По состоянию на 2010 год, пропавшими без вести во время Второй мировой войны всё ещё числятся 74 000 американских военнослужащих. Национальный архив США составил и опубликовал списки всех погибших и пропавших без вести американских военных. По данным на 30 сентября 2024 года, в живых оставалось 66 143 ветерана армии США, принимавших участие во Второй мировой войне.

## Втягивание США в войну
В сентябре 1939 года, в начале Второй мировой войны, США объявили себя нейтральной державой. Однако президент США Франклин Рузвельт был настроен помочь Великобритании в борьбе с нацистской Германией. 10 июня 1940 года он заявил: «Сплотившись воедино, мы, американцы, будем проводить открыто и одновременно два курса: противникам силы мы предоставим материальную помощь из ресурсов нашей страны, в то же самое время мы так спланируем и ускорим использование этих ресурсов, дабы мы сами здесь, у себя в Америке, располагали достаточным количеством вооружения и обученных кадров, чтобы быть готовыми к любым случайностям и оборонительным действиям». 11 марта 1941 года Конгресс США принял закон о ленд-лизе, выделив для помощи Великобритании вооружением и другими товарами военного назначения 7 млрд долларов. В апреле 1941 года американская «зона обеспечения безопасности», патрулируемая ВМС США, расширилась на восток от 60 до 26 градусов западной долготы. Американцы стали сообщать британскому флоту о местоположении немецких кораблей, когда их обнаруживали американские патрульные корабли. В свою очередь, германские подводные лодки начали топить американские суда: в июне 1941 года они потопили американское судно «Робин Мур», затем были атакованы американский эсминец «Кирни» и пароход «Легай».
Но при этом общественное мнение в США было настроено в целом антивоенно. Поэтому Рузвельту, который в 1940 году был избран на третий президентский срок, в предвыборных речах приходилось заверять американцев: «...Ваши сыновья никогда не будут посланы для участия в иностранных войнах». Американская армия (укомплектованная исключительно контрактниками) в мае 1940 года насчитывала всего 80 тыс. человек. У США тогда было лишь 212 боевых самолётов (у Германии их было 3530).
14 сентября 1940 года Конгресс США утвердил, а 16 сентября президент Рузвельт подписал Закон «О выборочной подготовке и службе». Первоначально этот закон предусматривал призыв в вооруженные силы не более 900 тысяч человек на 12 месяцев. В случае необходимости их демобилизацию могли задержать не более чем на 6 месяцев. Решение о том, кто конкретно подлежал призыву, принималось на основе общенациональной лотереи.

## Назревание конфликта с Японией
Ниже приводится хронология событий, предшествовавших вступлению США во Вторую мировую войну на Тихоокеанском театре военных действий:
- 25 июля 1941 года — официальное установление японского протектората над Индокитаем.
- 26 июля — Правительство США вводит эмбарго на поставку нефти и нефтепродуктов Японии, силы ВМФ США гарантируют выполнение запрета по недопущению танкеров третьих стран каких угодно портов приписки к Японским островам и заморским владениям, замораживает все японские активы в США, проводит федерализацию (включение в состав ВС США) Национальной гвардии Филиппин, американские войска на Гавайях приводятся в состояние боевой готовности.
- 16 октября — Премьер-министр Японии принц Фумимаро Коноэ и его правительство подают в отставку. Место премьера занимает генерал Хидэки Тодзио. Экстренное совещание американского высшего офицерского состава на Гавайях.
- 1 ноября — Императорский флот Японии меняет радиопозывные всех сил флота.
- 16 ноября — военно-морская разведка США упустила из виду шесть японских авианосцев, их местонахождение неизвестно американскому командованию.
- 22 ноября — американская стратегическая разведка перехватила секретное сообщение японским послам за рубежом завершить переговорный процесс до 25 ноября.
- 24 ноября — Государственный департамент США отправляет ноту японскому правительству, в которой отвергает предложенные японской стороной пункты соглашения и подвергает критике занимаемую японцами переговорную позицию
- 27 ноября — американское армейское и флотское командование на Гавайях предупреждаются из Вашингтона о вероятной военной угрозе со стороны Японии.
- 1 декабря — повторная смена радиопозывных всех сил Императорского флота Японии.
- 7 декабря, 07:55 по гавайскому времени — нападение японских сил на пункт базирования ВМС США.
- 11 декабря Германия и Италия, а 13 декабря — Румыния, Венгрия и Болгария — объявляют войну США.

## Военное производство
Во время Второй мировой войны в США было положено начало военно-хозяйственной конъюнктуре. До начала войны мир ещё окончательно не оправился после Великой депрессии — кризиса 1937—1938 годов. С осени 1939 года до осени 1943 года промышленное производство Соединённых Штатов выросло почти в 2,5 раза. Валовый национальный продукт США вырос с 90 млрд долларов в 1940 году до 200 млрд долларов в 1944 году. Бурный рост экономики вызвал большие изменения в американском обществе (стремительная урбанизация, массовая занятость на производстве женщин, привлечение на квалифицированную работу в промышленности чернокожих и «цветных» американцев, стремление к повышению уровня образования среди молодёжи и т. д.), что в свою очередь повлекло будущие изменения и в психологии общества. В геополитическом плане по итогам Второй мировой войны США окончательно закрепили за собой статус мировой сверхдержавы. Возрос достаток «среднего американца» за счёт роста зарплаты квалифицированных рабочих и лиц, занятых на обслуживании вооружённых сил; незначительное сокращение производства ряда потребительских товаров американцы восприняли с пониманием. По итогам войны в американском обществе за ней закрепилось неофициальное название «хорошая война».

## Тихоокеанский театр военных действий
Война на Тихом океане началась с побед Японии, однако экономический потенциал двух стран был несопоставим. За годы войны США построили около 1200 боевых кораблей, включая 99 авианосцев, в то время как Япония могла вводить в строй лишь единицы крупных военных судов.
Утром 7 декабря 1941 года японская авиация (поднявшаяся в воздух с шести авианосцев — «Акаги», «Кага», «Хирю», «Сорю», «Сёкаку» и «Дзуйкаку» в количестве 360 самолётов), напала на американскую военную базу Пёрл-Харбор. Было уничтожено или серьёзно повреждено 8 линкоров (среди них был линкор Аризона), десять меньших боевых кораблей и 230 самолётов, 2403 американских военнослужащих и гражданских лиц были убиты. Японские потери были незначительными — 29 самолётов были сбиты (несколько американских самолётов были также сбиты зенитным огнём).
Через шесть часов после нападения американским военным кораблям и подводным лодкам было приказано начать боевые действия в океане против Японии. Президент Франклин Рузвельт выступил в конгрессе с речью и объявил войну Японии, а Тихоокеанскому командованию ВМС США было поручено начальником штаба ВМС США «выполнить неограниченную воздушную и подводную войну против Японии». Этот приказ разрешил всем подводным лодкам США в Тихом океане атаковать и топить любой военный корабль, коммерческое судно или гражданское пассажирское судно, плавающее под японским флагом, без предупреждения.
11 декабря Германия и Италия, а 13 декабря — Румыния, Венгрия и Болгария — объявляют войну США. 10 декабря 1941 года японцы начали вторжение на Филиппины и захватили их к апрелю 1942 года, большая часть американских и филиппинских войск попала в плен.
С начала 1942 года японская авиация атаковала порт Дарвин на северном побережье Австралии.
Произошли крупные морские сражения с участием авианосцев в Коралловом море 8 мая и у атолла Мидуэй 4 июня, где американцы одержали первые победы над японцами. Битва при атолле Мидуэй стала переломным моментом в войне на Тихом океане.
На острове Новая Гвинея японцы наступали в направлении Порт-Морсби, но американо-австралийские войска под командованием генерала Дугласа Макартура остановили их.
7 августа 1942 года американская морская пехота высадилась на острове Гуадалканал и захватила японский аэродром. В сентябре-октябре 1942 года японцы предприняли несколько контратак, но безуспешно. 9 февраля 1943 года американцы полностью захватили Гуадалканал, в июле-августе 1943 года захватили южную и центральную часть архипелага Соломоновы острова, в ноябре-декабре частично острова Бугенвиль и Новая Британия. 20-23 ноября американская морская пехота захватила острова Гилберта (атолл Тарава), а в январе и феврале 1944 года высадилась на Маршалловых островах (острова Рой, Кваджелейн и Маджуро).
В течение весны 1944 года американцы провели серию десантных операций на северном побережье Новой Гвинеи, что ускорило продвижение войск союзников из южной части острова. В течение лета и осени союзники освободили большую часть Новой Гвинеи, а японские части попали в окружение в центральной и юго-западной части острова и сдались только в конце войны. Также оказались блокированы и отрезаны от внешнего мира японские части на Каролинских островах.
15 июня 1944 года американцы высадились на сильно укреплённом острове Сайпан (Марианские острова). Японцы оказали ожесточённое сопротивление, но к 9 июля они были разгромлены. Захват американцами острова Сайпан привёл к падению правительства генерала Тодзио в Японии. В течение лета 1944 года Марианские острова были полностью захвачены, и с их аэродромов начались бомбардировки самой Японии, так как расстояния уже было достаточно для действия американских бомбардировщиков B-29 Superfortress.
В октябре 1944 года произошло крупнейшее в истории морское сражение в заливе Лейте. Японский флот понёс катастрофические потери, после чего американский ВМФ получил абсолютное господство на море. Японская авиация также понесла катастрофические потери от превосходящих её ВВС США. 20 октября 6-я американская армия под командованием генерала Дугласа Макартура начала высадку на острове Лейте (южные Филиппины) и очистила его от японских войск к 31 декабря. 9 января 1945 года 8-я американская армия высадилась на главном острове филиппинского архипелага — Лусон. В течение января-февраля она разгромила большую часть японских войск на Лусоне и 3 марта освободила Манилу. К маю большая часть Филиппин была освобождена, лишь остатки японских войск в горах и джунглях продолжали сопротивляться до августа.
19 февраля 1945 года морская пехота США высадилась на острове Иводзима, где японцы оказали очень сильное сопротивление. Остров к 26 марта 1945 года был захвачен. 1 апреля 10-я американская армия высадилась на острове Окинава при поддержке ВМФ США и ВМФ Великобритании, и захватила его к 21 июня 1945 года. И на Иводзиме и на Окинаве японцы оказывали самое ожесточённое сопротивление за всю войну, так как эти острова были уже непосредственно территорией Японии. Корабли союзников часто атаковали японские «камикадзе». Эта битва была отмечена жестокостью в боевых действиях и высокими жертвами среди гражданского населения, в результате погибли более 150 000 мирных жителей Окинавы. Армия США потеряла более 12 500 погибшими и 38 000 ранеными, в то время как японцы потеряли более 110 000 солдат. Высокие потери американцев привели к тому, что командование ВМС США выступило против вторжения на остальные острова. Была выбрана альтернативная стратегия: использование атомной бомбы для капитуляции Японии.
В июле 1945 года союзники предъявили Японии ультиматум, но она отказалась капитулировать. 6 августа 1945 года в соответствии с угрозой, заявленной в «Потсдамской декларации», американский бомбардировщик Boeing B-29 Superfortress «Энола Гэй» сбросил атомную бомбу на Хиросиму. Вечером 8 августа 1945 года СССР, выполняя решения Ялтинской конференции союзных держав 1945 года, объявил войну Японии и 9 августа начал боевые действия. 9 августа США сбросили вторую атомную бомбу на Нагасаки, что привело к огромным разрушениям и человеческим жертвам, примерно 140 000 человек погибли в Хиросиме от бомбы и её последствий к концу 1945 года и примерно 74 000 в Нагасаки. 10 августа 1945 года Япония официально заявила о готовности принять Потсдамские условия капитуляции с оговоркой относительно сохранения структуры императорской власти в стране. 11 августа США отвергли японскую поправку, настаивая на формуле Потсдамской конференции; в итоге 14 августа Япония официально приняла (с оговоркой о личной неприкосновенности Императора) условия капитуляции и сообщила об этом союзникам. Однако боевые действия и сопротивление японских войск продолжались вплоть до подписания акта о капитуляции. В Маньчжурии японцы начали массовую сдачу советским войскам после получения приказа о капитуляции, с 16 августа. Фактическая оккупация Японии американцами началась 28 августа, а 15 августа император Хирохито объявил о безоговорочной капитуляции Японии. Акт о капитуляции Японии был подписан 2 сентября 1945 года на борту линкора ВМФ США «Миссури».

## Средиземноморский театр военных действий
8 ноября 1942 года американские войска под командованием генерала Дуайта Эйзенхауэра — три корпуса (западный, центральный и восточный) при поддержке одной британской дивизии высадились на Атлантическом побережье Марокко и на Средиземноморском побережье — в Алжире, на территориях, подконтрольных марионеточному правительству Виши, и к 11 ноября захватили Касабланку, Оран и Алжир, а французы-вишисты сдались и перешли на сторону союзников.
Тем временем 8-я британская армия под командованием генерала Бернарда Монтгомери, разгромив немцев в Египте под Эль-Аламейном (в этой битве также участвовали ВВС США, и на вооружении британской армии было значительное количество американской бронетехники, которая сыграла решающую роль в победе союзников в данном сражении), наступала на запад, преследуя остатки немецко-итальянских войск. Из-за этих событий немцы начали захват Туниса, где 17 ноября 1942 года уже начались бои между ними и войсками США, Великобритании и «Свободной Франции». В считанные недели немцы сформировали в Тунисе 5-ю танковую армию, чтобы прикрыть тыл своей отступающей армии «Африка». Также немцы перебросили в Тунис свой авиационный корпус. В декабре 1942 года и январе 1943 года из-за сильных дождей, размывших все дороги в Тунисе, союзники не добились успеха.
14 февраля немцы, под командованием фельдмаршала Роммеля, начали контрнаступление на перевале Кассерин в западном Тунисе, но к 18 февраля союзники остановили их и немцы отступили. 6 марта немцы пытались контратаковать 8-ю британскую армию, наступавшую из Ливии на линию «Марет», но были разгромлены. 2-й американский корпус и 8-я британская армия, наступая на немцев с запада и востока соединились в южном Тунисе 7 апреля 1943 года на дороге между городами Эль-Геттар и Габес, образовав единый фронт. Все сухопутные войска союзников объединили в 18-ю группу армий, которую возглавил британский генерал Харольд Александер. 2-й американский корпус стал действовать самостоятельно как отдельная армия, напрямую подчиняясь генералу Александеру. 2-й корпус перебросили в северный Тунис, напротив городов Тунис и Бизерта. 23-24 апреля началось последнее наступление союзников в Северной Африке. Немцы оказывали сильное сопротивление. Итальянцы, наоборот, часто сдавались в плен союзникам. 7 мая Бизерта и Тунис были освобождены, а немецко-итальянские войска, объединённые в группу армий «Африка», были прижаты к морю у мыса Бон, где капитулировали 13 мая 1943 года.
В итоге в результате Тунисской кампании союзные войска принудили к сдаче в плен 250 тыс. немецких и итальянских солдат.
10 июля 1943 года 7-я американская армия и 8-я британская армия, объединённые в 15-ю группу армий, успешно высадились на южном побережье Сицилии, 22 июля освободили город Палермо, а к 17 августа вошли в Мессину, и полностью освободили Сицилию. Итальянцы уже давно понимали, что война, в которую втянул их дуче, не отвечает интересам Италии. Король Виктор Эммануил III принимает решение арестовать Муссолини, и 25 июля 1943 года Муссолини был арестован, и новое правительство Италии во главе с маршалом Бадольо стало вести тайные переговоры с американским командованием на предмет заключения перемирия через посредничество нейтральной Португалии. Бадольо провёл тайные переговоры с генералом Эйзенхауэром сначала в Лиссабоне, а потом на Сицилии. Итальянские войска преимущественно сдались в плен, немцы понесли потери, и часть войск эвакуировали на континент.
3 сентября 1943 года 8-я британская армия форсировала Мессинский пролив и высадилась на «носке» Апеннинского полуострова, а дополнительный контингент британских войск высадился в порту Таранто. 8 сентября Бадольо официально объявил о безоговорочной капитуляции Италии, а итальянский флот сдался союзникам на острове Мальта. После этого вермахт начал оккупацию северной Италии. 9 сентября 1943 года 5-я американская армия высадилась в районе Салерно к югу от Неаполя (на 300 км севернее Мессинского пролива), немцы постоянно атаковали их, но к середине сентября 5-я армия закрепилась на плацдарме и соединилась с 8-й армией, наступавшей с юга полуострова.
1 октября был освобождён Неаполь. В октябре-ноябре 5-я армия встретила сильное сопротивление немцев вдоль реки Вольтурно и к 15 ноября форсировала её. К концу декабря наступление союзников остановилось из-за погоды и горного рельефа Италии — наступление возможно было проводить только западнее или восточнее Апеннинских гор, вдоль побережья.
4 января 1944 года 5-я американская армия возобновила наступление и к 17 января достигла района горы Монте-Кассино и немецких укреплений «Зимней линии». 22 января 1944 года 6-й американский корпус был высажен в районе Анцио, чтобы помочь союзникам прорвать «Зимнюю линию». Высадка прошла успешно, но вскоре плацдарм в Анцио был блокирован немцами, которые трижды атаковали его 31 января, 15 и 29 февраля 1944 года — союзники отразили эти атаки и позиционные бои продолжались там до конца мая. В конце января и начале февраля американцы пытались захватить позиции в районе Монте-Кассино, но безуспешно. Обе стороны понесли тяжёлые потери, 2-й американский корпус был отведён на южный фланг Итальянского фронта, и его у Монте-Кассино заменили новозеландские, индийские и британские части. Союзники в феврале и марте продолжали безуспешно атаковать Монте-Кассино. К маю погода улучшилась и 11 мая союзники начали операцию «Диадема». Главное наступление проходило на западном фланге по направлению к Риму, а позже началось и на Адриатическом побережье Италии. 18 мая они взяли Монте-Кассино и прорвали «Зимнюю линию», а немцы начали отступление. 23 мая 6-й американский корпус прорвался с плацдарма в Анцио и 25 мая соединился со 2-м американским корпусом, наступавшим с юго-востока вдоль побережья Тирренского моря. 4 июня 1944 года союзники освободили Рим, и к началу августа достигли реки Арно, возле городов Пиза и Флоренция.
В течение лета 1944 года часть американских войск была выведена с Итальянского фронта и погружена на десантные корабли в Неаполе.
15 августа 1944 года они успешно высадились в южной Франции, освободив большую часть её территории, стали наступать по долине реки Рона вместе с войсками «Свободной Франции» и в сентябре соединились с 3-й армией генерала Паттона, наступавшего из Нормандии и Бретани, и с того момента эти боевые действия стали частью Западноевропейского театра военных действий.
Тем временем в Италии наступление остановилось на «Готской линии». Осенью и зимой 1944 года там шли позиционные бои. Лишь к апрелю 1945 года 5-я и 8-я армии начали наступление и сумели прорвать оборону противника у реки По.
28 апреля партизаны казнили Муссолини, а 2 мая все немецкие войска в Италии сдались союзникам. 4 мая 5-я армия соединилась с 7-й армией, которая наступала из южной Германии.

## Западноевропейский театр военных действий

### США вБитве за Атлантику
11 декабря 1941 года руководство двух западноевропейских стран — Германии и Италии — объявили войну США. После этого германские подлодки стали топить американские суда непосредственно у берегов США. В январе 1942 года они потопили там 13 судов (общий тоннаж около 100 тыс. тонн), в феврале — 34 суда (тоннаж 365 тыс. тонн). При этом среднее число германских подводных лодок, действовавших у американских берегов, не превышало 6–8 единиц, но историки США позднее назвали их действия «бойней, проводившейся вдоль атлантического побережья», сравнив ее с «национальным бедствием, как если бы диверсанты уничтожили полдесятка крупнейших военных заводов». Лишь после усиления США противолодочной обороны ситуация изменилась.
Для восполнения потерь в США развернулось массовое строительство грузовых судов, прежде всего транспортов типа «Либерти». 11 января 1944 года президент США Франклин Рузвельт и премьер-министр Великобритании Уинстон Черчилль заявили: «Тоннаж торговых судов, потопленных в 1943 г. подводными лодками, составил всего 40% от потоплений в 1942 году, а тоннаж построенных в 1943 г. торговых судов Объединенных наций примерно вдвое превысил тоннаж судов сданных в эксплуатацию в 1942 году».

### Американские бомбардировки Третьего рейха
В августе 1942 года в Англию прибыли первые экипажи 8-й воздушной армии США, имевшие на вооружении стратегические бомбардировщики Boeing B-17 Flying Fortress. Первый воздушный налёт был совершён 17 августа 1942 года на железнодорожный узел в г. Соттевиль-ле-Руан в северо-западной части Франции.
В 1941 году 8 авиационная армия ВВС США сбросила на Германию 1561 тонн бомб, в 1942 — 44 165 тонн, в 1943 году — 389 119 тонн.
В ноябре 1943 года была проведена совместная советско-американская операция с челночным движением американских бомбардировщиков по треугольнику Англия—Италия—Полтава (Операция «Фрэнтик»).

### Западный фронт
Согласно решению Тегеранской конференции, где встретились Рузвельт, Черчилль и Сталин, второй фронт войны был открыт 6 июня 1944 года. Союзные войска США, Великобритании и Канады высадились в Нормандии. Операция называлась «Оверлорд», её начало известно как «День Д». Операция закончилась 31 августа освобождением всей северо-западной части Франции. Союзные силы 25 августа освободили Париж, который уже был почти освобождён французскими партизанами. 15 августа американо-французские войска высадились на юге Франции, где освободили города Тулон и Марсель.
В сентябре союзные силы, наступавшие из Нормандии, соединились с войсками, наступавшими из южной Франции. Также в сентябре союзники наступают на Бельгию, где пересекают границу Германии 13 сентября и 21 октября захватывают город Ахен. Союзникам пришлось временно остановить наступление из-за нехватки ресурсов и ухудшившейся погоды. В течение ноября и первой половины декабря американские войска освобождают северо-восточную часть Франции, выходят к «линии Зигфрида» и к французско-германской границе. К середине декабря снабжение союзников улучшилось и они стали планировать новое наступление.
16 декабря немецкие силы начали наступление и продвинулись на 90 км в Арденнах вглубь Бельгии. 22 декабря 3-я армия генерала Паттона перешла в контрнаступление на южном фланге и атаковала наступающих немцев с юга. К 25 декабря немецкое наступление захлебнулось возле бельгийского города Селль, не достигнув всего 6 км до реки Маас, а союзники перешли в масштабное контрнаступление и с 29 января 1945 года начали вторжение в западную Германию. В течение февраля союзники захватили практически всю территорию Германии к западу от Рейна. 7 марта американцы захватили железнодорожный мост через Рейн в г. Ремаген. В конце марта 6-я, 12-я и 21-я группы армий союзников форсировали Рейн, и в середине апреля окружили и разгромили Рурскую группировку немецких войск. 15-я американская армия захватила Пфальц. 4 апреля 9-я американская армия форсировала реку Везер, через четыре дня она преодолела реку Лайне, а спустя три дня вышла к Эльбе южнее Магдебурга. 25 апреля 1-я американская армия встретилась с советскими войсками на реке Эльба. 3-я американская армия прорвалась дальше всех американских войск — до города Пльзень в Чехословакии, где встретилась с советскими войсками в мае. Французские части на французско-итальянской границе начали наступление и соединились с западным флангом 5-й американской армии в западных Альпах. 7-я американская армия, наступая на юг и юго-восток, захватила большую часть южной Германии, западную часть Австрии, перешла через Бреннерский перевал в Альпах и вышла на территорию северной Италии, где 4 мая встретилась с частями 5-й армии, наступавшей из долины реки По.

## Удары по территории самих США
Хотя силы стран «оси» были не в состоянии осуществить полномасштабное вторжение на территорию США, тем не менее отдельные атаки против территории США осуществлялись:
- Нападение на Перл-Харбор 7 декабря 1941 года;
- Операция «Паукеншлаг» в январе—июне 1942 года, когда немецкие подводные лодки атаковали восточное побережье США.
- Обстрел калифорнийского побережья японской подводной лодкой[англ.] 23 февраля 1942 года;
- Налёт двух японских гидросамолётов «Каваниси» на американскую базу на Гавайях 4 марта 1942 года;
- Бомбардировка Датч-Харбор, захват японской армией островов Кыска и Атту в июне 1942 года;
- Обстрел форта Стивенс на орегонском побережье японской подводной лодкой 21 июня 1942 года;
- Бомбардировка штата Орегон зажигательными бомбами с японского гидросамолёта, взлетевшего с подводной лодки 9 и 29 сентября 1942 года;
- Запуск японцами неуправляемых воздушных шаров с зажигательными бомбами в сторону США с ноября 1944 года по апрель 1945 года.

## Возвращение войск
К моменту окончания боевых действий за пределами США на Европейском и Тихоокеанском театрах военных действий находилось около 8 млн военнослужащих. Их возвращение на родину продолжалось до февраля 1946 года — из Европы и до сентября 1946 года — с Тихого океана.

## Вооружение США

### Стрелковое оружие
США единственные из всех стран незадолго до начала войны сумели практически полностью вооружить свою пехоту полуавтоматическим и автоматическим оружием. Магазинная винтовка Springfield M1903 с ручной перезарядкой использовалась в основном в качестве снайперского оружия. Впрочем, на раннем этапе войны вследствие нехватки более совершенного оружия бойцы, особенно во «второй линии», например расчёты миномётов и артиллерийских орудий, могли иметь на вооружении и «магазинки» — тот же «Спрингфилд» образца 1903 или «Энфилд» образца 1917 года.
Рядовые и офицеры с низкими званиями были обычно снабжены самозарядной винтовкой M1 Garand с восемью патронами в снаряжаемом пачкой магазине. В меньших количествах имелись довольно неудачные самозарядные винтовки Джонсона и устаревшая автоматическая винтовка Браунинга М1918 (BAR).
Часть офицеров, а также военнослужащие «второй линии», в обычной ситуации непосредственно не участвующие в бою, были вооружены самозарядным карабином M1 Carbine под мощный патрон пистолетного типа (похожий на револьверный «магнум»). Иногда это оружие использовалось и рядовым составом пехоты, пользуясь популярностью благодаря малой массе и высокой точности боя. Для парашютистов и танкистов был создан вариант со складным прикладом M1A1. Автоматический карабин M2, имевший возможность ведения огня очередями, и снайперский M3 большого распространения не имели.
В некотором количестве (за 1940—1944 годах было изготовлено 1 387 134 штук, больше чем МР38 и МР40 вместе взятых), преимущественно у офицеров начиная с капитана, имелись также пистолеты-пулемёты — как правило, пистолет-пулемёт Томпсона, который после начала боевых действий стали выпускать в специальных упрощённых военных вариантах — М1 и М1А1. Также пистолеты-пулемёты придавались пехотным соединениям в качестве вспомогательного огневого средства для боя на ближних дистанциях, но в незначительных количествах. На флоте в морской пехоте использовались пистолет-пулемёт М3, имевший упрощённую конструкцию, и сравнительно малоудачный Reising M50, последний обычно использовался офицерским составом морпехов как альтернатива карабину M1. Распространение принятых на вооружение, но не выпускавшихся в сколь бы то ни было значительных количествах пистолетов-пулемётов United Defense M42 и Hyde-Inland M2 было ничтожно мало.
Для ближнего боя в пехоте в определённых количествах имелись дробовики, как правило помповые, вроде Ithaca 37, или самозарядные, как Browning Auto 5.
Кроме того, все солдаты имели пистолеты Кольт M1911, иногда — карманные пистолеты произвольного образца или револьверы, и ручные гранаты.
Пулемёты были в основном устаревшими, моделей 1917 и 1919 годов, сравнительно тяжёлые и малоудобные (примерно на уровне пулемёта Максима, с поправкой на треногу вместо более тяжёлого колёсного станка). Более лёгкие ручные пулемёты Джонсона модели 1941 года большого распространения не имели. Мощным оружием поддержки был 12,7-мм пулемёт M2 системы Браунинга.
Применялась также Базука — реактивный гранатомёт, который использовался против танков.
- M3 «маслёнка»
- Базука
- Кольт M1911
- Браунинг M1919
- Браунинг M2
- Reising M55
- Mk 2

## Армия
В Армии США единовременно насчитывалось около 8 млн военнослужащих до конца Второй мировой войны.

## Артиллерия и бронетехника
Не все танки широко использовались во время войны, в основном использовались средние танки M4 Sherman, ставшие основными танками армии США, некоторые из которых воевали и в Корее во время Корейской войны.

## Авиация
Нет содержимого в контексте

## Флот
Имея мощную судостроительную промышленность, даже после потерь в войне с Японией и активных действий гитлеровских «волчьих стай», США к концу войны имели более мощный флот, чем до неё. Параллельно США выпускали тысячи танков и автомобилей.

## Известные генералы
- Дуглас Макартур
- Дуайт Эйзенхауэр
- Джордж Паттон
- Омар Брэдли
- Джордж Маршалл
- Генри Арнолд

## Невоенные подвиги
За спасение евреев от геноцида израильский Институт Катастрофы и героизма Яд ва-Шем признал 5 граждан США праведниками мира. До 2015 года это звание было присвоено Вариану Фраю, Уайтстилу и Марте Шарп, а также Лоис Ганден. 2 октября 2015 года был признан праведником мира мастер-сержант армии США Родди Эдмондс.